# Зозуляк Катерина Григорівна
Катери́на Григо́рівна Зозуля́к (нар. 1936, с. Пиняни, Львівська область — (пом. 2019, м. Львів) — українська письменниця, член Національної спілки письменників України (1990).

## Біографія
Народилася 25 липня 1936 року в с. Пиняни Самбірського району на Львівщині. Закінчила Львівський державний університет (1958) та аспірантуру (1965). З 1966 року почала працювати у видавництві «Каменяр» на різних посадах, ставши нарешті головним редактором, потім працювала старшим науковим співробітником Львівського літературно-меморіального музею ім. І. Франка.
Померла 6 листопада 2019 року в Львові.

## Літературна діяльність
Перекладачка, літературознавець.

Авторка перекладів: з польської — роману Анджея Куснєвича «Третє царство» (1974), з болгарської — «Романтична повість» Андрея Гуляшки (1981, у співперекладі), Богомила Райнова «Тайфуни з ніжними іменами» (1982, у співперекладі), «Моя незнайомка» (1986), «Три самітники» (1988), Павела Вежинова «Терези» (1989), для Львівського академічного драматичного театру ім. М. Заньковецької комедію Станіслава Стратієва «Замшевий піджак» (1989); літературознавчих досліджень про І. Франка, І. Кілессу; краєзнавчих праць «Про священиків Михайла Мотору з Тернопільщини та Данила Бодревича з Уличного під Дрогобичем», «Візитні картки Франкового дому» (2007), «Вистраждане ім'я видатного вченого» (про українського мовознавця-діалектолога, етнографа, громадського діяча Костянтина Михальчука, 2010) та ін.